# The Avener

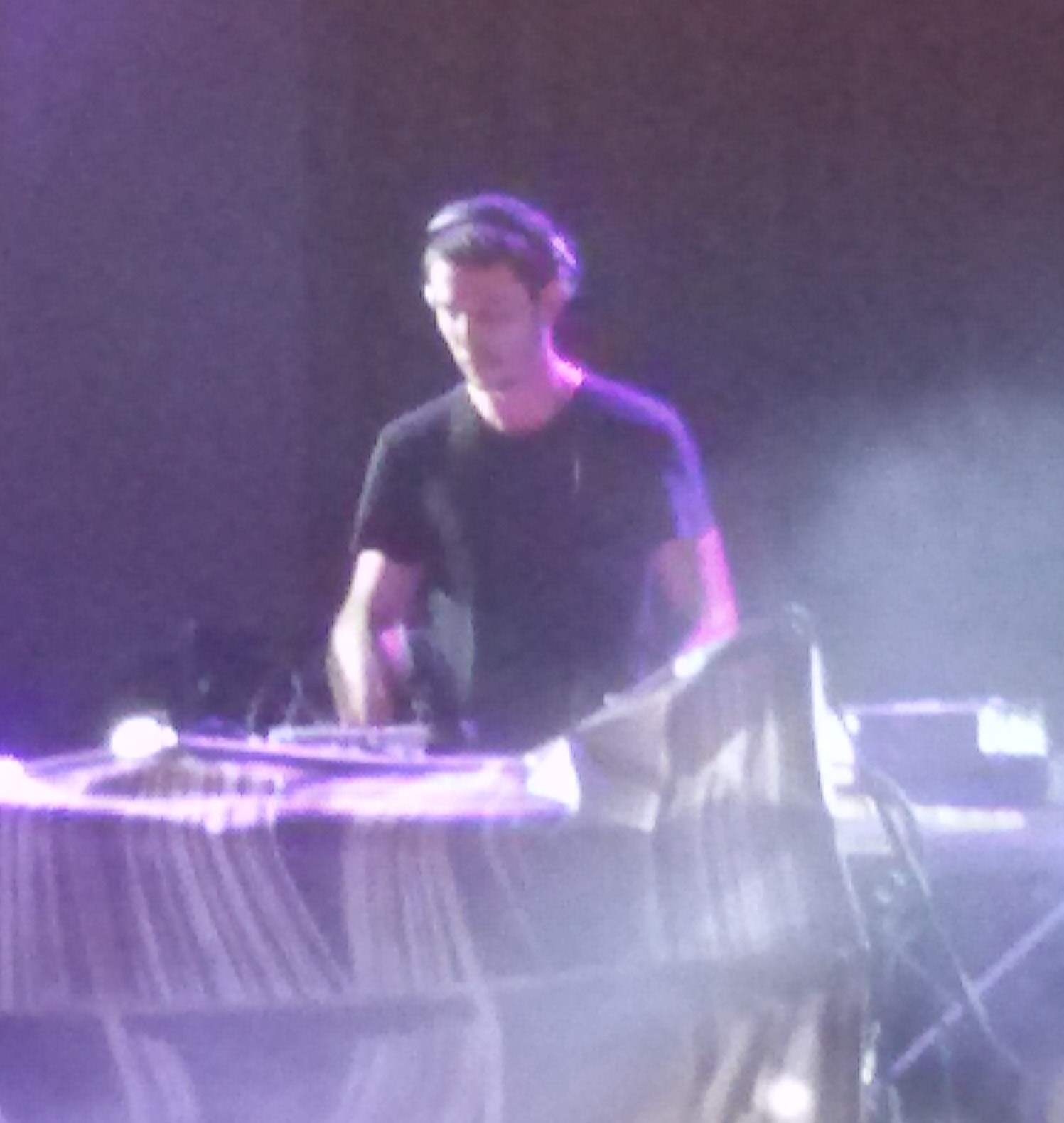
The Avener (2015)

The Avener (* 23. Januar 1987 in Nizza; eigentlich Tristan Casara), auch bekannt als Tyares, ist ein französischer DJ und Musikproduzent.

## Biografie
Mit sechs Jahren lernte Tristan Casara Klavierspielen und bekam Unterricht in klassischer Musik und Jazz. Er spielte auch vor Publikum und gewann mehrere Preise. Als Teenager wandte er sich jedoch der elektronischen Musik im Bereich House und Deep House zu und machte sich als DJ einen Namen. Unter anderem war er ab 2008 mehr als zwei Jahre lang Resident-DJ im High Club in Nizza. Sein Markenzeichen ist die Keytar (Umhängekeyboard).
Daneben begann er Musik zu schreiben und zu produzieren. Bei Serial Records und Sony Music veröffentlichte er eine Reihe von Singles und für DJ Mathieu Bouthier schrieb er zwei Stücke, unter anderem Beautiful, das von Sophie Ellis-Bextor gesungen wurde.
Seinen Durchbruch hatte Casara 2014 unter dem Namen The Avener. Er verwandelte das Bluesstück Fade Out Lines von Phoebe Killdeer and the Short Straws (Killdeer ist auch Sängerin bei Nouvelle Vague) in eine Dance-Nummer und hatte damit einen Clubhit, der es im April 2014 auch in die französischen Popcharts schaffte. Es dauerte jedoch noch weitere vier Monate, bis die Danceversion richtig bekannt wurde und in die Top 100 zurückkehrte und noch einmal eineinhalb Monate, bis sie in die Top 5 vorrückte. Im September wurde das Stück auch in Deutschland veröffentlicht. Es setzte sich sofort auf Platz 1 der iTunes-Charts.
Das Debütalbum mit dem Titel The Wanderings of the Avener erschien Anfang 2015 und stieg auf Platz 2 der französischen Charts ein.
Im Jahr 2015 war The Avener Musik-Botschafter der FIA World Endurance Championship und legte bei jedem FIA-WEC-Rennen während des Pitwalks am Sonntag auf.

## Diskografie

### Studioalben
| Jahr | Titel                        | Höchstplatzierung, Gesamtwochen, AuszeichnungChartplatzierungen (Jahr, Titel, Platzierungen, Wochen, Auszeichnungen, Anmerkungen) | Höchstplatzierung, Gesamtwochen, AuszeichnungChartplatzierungen (Jahr, Titel, Platzierungen, Wochen, Auszeichnungen, Anmerkungen) | Höchstplatzierung, Gesamtwochen, AuszeichnungChartplatzierungen (Jahr, Titel, Platzierungen, Wochen, Auszeichnungen, Anmerkungen) | Höchstplatzierung, Gesamtwochen, AuszeichnungChartplatzierungen (Jahr, Titel, Platzierungen, Wochen, Auszeichnungen, Anmerkungen) | Höchstplatzierung, Gesamtwochen, AuszeichnungChartplatzierungen (Jahr, Titel, Platzierungen, Wochen, Auszeichnungen, Anmerkungen) | Höchstplatzierung, Gesamtwochen, AuszeichnungChartplatzierungen (Jahr, Titel, Platzierungen, Wochen, Auszeichnungen, Anmerkungen) | Anmerkungen                                               |
| Jahr | Titel                        | FR | BEW | DE | AT | CH | UK | Anmerkungen                                               |
| ---- | ---------------------------- | --- | --- | --- | --- | --- | --- | --------------------------------------------------------- |
| 2015 | The Wanderings of the Avener | FR2 ×3Dreifachplatin · (100 Wo.)FR                                                                                                | BEW7 (103 Wo.)BEW | DE25 (5 Wo.)DE | AT44 (1 Wo.)AT | CH6 Gold · (33 Wo.)CH | — | Erstveröffentlichung: 19. Januar 2015 Verkäufe: + 310.000 |
| 2020 | Heaven                       | FR16 (23 Wo.)FR | BEW49 (4 Wo.)BEW | — | — | CH19 (2 Wo.)CH | — | Erstveröffentlichung: 24. Januar 2020                     |

### Kompilationen
- 2015: We Go Deep 2
- 2015: We Go Deep (Remix Edition)
- 2016: We Go Deep 3
- 2018: We Go Deep 4

### Singles
| Jahr | Titel Album                                                                | Höchstplatzierung, Gesamtwochen, AuszeichnungChartplatzierungen (Jahr, Titel, Album, Platzierungen, Wochen, Auszeichnungen, Anmerkungen) | Höchstplatzierung, Gesamtwochen, AuszeichnungChartplatzierungen (Jahr, Titel, Album, Platzierungen, Wochen, Auszeichnungen, Anmerkungen) | Höchstplatzierung, Gesamtwochen, AuszeichnungChartplatzierungen (Jahr, Titel, Album, Platzierungen, Wochen, Auszeichnungen, Anmerkungen) | Höchstplatzierung, Gesamtwochen, AuszeichnungChartplatzierungen (Jahr, Titel, Album, Platzierungen, Wochen, Auszeichnungen, Anmerkungen) | Höchstplatzierung, Gesamtwochen, AuszeichnungChartplatzierungen (Jahr, Titel, Album, Platzierungen, Wochen, Auszeichnungen, Anmerkungen) | Höchstplatzierung, Gesamtwochen, AuszeichnungChartplatzierungen (Jahr, Titel, Album, Platzierungen, Wochen, Auszeichnungen, Anmerkungen) | Anmerkungen                                                                               |
| Jahr | Titel Album                                                                | FR | BEW | DE | AT | CH | UK | Anmerkungen                                                                               |
| --- | -------------------------------------------------------------------------- | --- | --- | --- | --- | --- | --- | ----------------------------------------------------------------------------------------- |
| 2014 | Fade Out Lines The Wanderings of the Avener                                | FR3 Diamant · (132 Wo.)FR | BEW2 (33 Wo.)BEW | DE1 Platin · (42 Wo.)DE | AT1 Gold · (25 Wo.)AT | CH3 Gold · (41 Wo.)CH | UK60 (1 Wo.)UK | Erstveröffentlichung: 1. September 2014 Verkäufe: + 993.333                               |
| 2015 | Hate Street Dialogues The Wanderings of the Avener                         | FR101 (13 Wo.)FR | — | DE82 (2 Wo.)DE | — | CH41 (3 Wo.)CH | — | Erstveröffentlichung: 6. Februar 2015 feat. Rodriguez                                     |
| 2015 | Castle in the Snow The Wanderings of the Avener                            | FR15 (89 Wo.)FR | BEW3 (35 Wo.)BEW | — | — | — | — | Erstveröffentlichung: 16. März 2015 mit Kadebostany                                       |
| 2015 | To Let Myself Go The Wanderings of the Avener                              | FR17 (51 Wo.)FR | — | — | — | CH69 (1 Wo.)CH | — | Erstveröffentlichung: 13. Juli 2015 feat. Ane Brun                                        |
| 2015 | You’re My Window to the Sky The Wanderings of the Avener (Édition limitée) | FR119 (10 Wo.)FR | — | — | — | — | — | Erstveröffentlichung: 11. September 2015 mit Kim Churchill                                |
| 2016 | We Go Home The Wanderings of the Avener                                    | FR164 (10 Wo.)FR | — | — | — | — | — | Erstveröffentlichung: 8. Februar 2016 feat. Adam Cohen                                    |
| 2016 | You Belong –                                                               | FR28 Gold · (24 Wo.)FR | — | — | — | — | — | Erstveröffentlichung: 26. August 2016 Verkäufe: + 100.000; feat. Laura Gibson             |
| 2019 | Beautiful Heaven                                                           | FR128 Gold · (15 Wo.)FR | — | — | — | — | — | Erstveröffentlichung: 24. Mai 2019 Verkäufe: + 100.000; feat. Bipolar Sunshine            |
| 2019 | Under the Waterfall Heaven                                                 | — | BEW50 (1 Wo.)BEW | — | — | — | — | Erstveröffentlichung: 22. November 2019 feat. M.I.L.K.                                    |
| 2022 | Quando quando –                                                            | FR82 Gold · (12 Wo.)FR | BEW5 (15 Wo.)BEW | — | — | — | — | Erstveröffentlichung: 6. Mai 2022 Verkäufe: + 100.000; mit Waldeck feat. Patrizia Ferrara |
| Folgende Lieder erschienen nicht als Single, wurden aber durch das Album zum Download und Streaming bereitgestellt und konnten somit eine Platzierung erlangen: |                                                                            | | | | | | |                                                                                           |
| |                                                                            | | | | | | |                                                                                           |
| 2015 | Panama The Wanderings of the Avener                                        | FR128 (5 Wo.)FR | — | — | — | — | — | Charteinstieg: 17. Januar 2015                                                            |

Weitere Singles
- 2005: Feel the Love
- 2009: Love Shine (mit Terri B!)
- 2009: Midnight Rambler
- 2009: Flying Love
- 2010: Ozona
- 2010: Missing
- 2010: Royal Arp (mit Jean Piantoni)
- 2010: In the Groove (mit Jean Piantoni)
- 2011: Amour (Love Her) (feat. Max Fredrikson)
- 2012: Can’t Wait (feat. Wesley Avery & I-Rock)
- 2012: Voyage & Chantage
- 2013: Potatoes
- 2013: Leaving Paris
- 2013: Elystar / Casara & Monier
- 2017: I Need a Good One (feat. Mark Asari)
- 2019: Wild (mit Tiwayo)
- 2020: Island (mit Maddy)

Remixe
- 2017: Lana Del Rey feat. The Weeknd – Lust for Life
- 2018: Bob Dylan – Masters of War
- 2019: Them There – A Better Man

## Auszeichnungen für Musikverkäufe
| Goldene Schallplatte - Brasilien - 2024: für die Single Fade Out Lines - Spanien - 2024: für die Single Fade Out Lines | Platin-Schallplatte - Australien - 2015: für die Single Fade Out Lines - Neuseeland - 2024: für die Single Fade Out Lines 2× Platin-Schallplatte - Italien - 2015: für die Single Fade Out Lines |

Anmerkung: Auszeichnungen in Ländern aus den Charttabellen bzw. Chartboxen sind in ebendiesen zu finden.
| Land/RegionAuszeichnungen für Musikverkäufe (Land/Region, Auszeichnungen, Verkäufe, Quellen) | Gold     | Platin     | Diamant  | Verkäufe | Quellen             |
| -------------------------------------------------------------------------------------------- | -------- | ---------- | -------- | -------- | ------------------- |
| Australien (ARIA)                                                                            | —        | Platin1    | —        | 70.000   | aria.com.au         |
| Brasilien (PMB)                                                                              | Gold1    | —          | —        | 30.000   | pro-musicabr.org.br |
| Deutschland (BVMI)                                                                           | —        | Platin1    | —        | 400.000  | musikindustrie.de   |
| Frankreich (SNEP)                                                                            | 3× Gold3 | 3× Platin3 | Diamant1 | 933.333  | snepmusique.com     |
| Italien (FIMI)                                                                               | —        | 2× Platin2 | —        | 100.000  | fimi.it             |
| Neuseeland (RMNZ)                                                                            | —        | Platin1    | —        | 30.000   | radioscope.co.nz    |
| Österreich (IFPI)                                                                            | Gold1    | —          | —        | 15.000   | ifpi.at             |
| Schweiz (IFPI)                                                                               | 2× Gold2 | —          | —        | 25.000   | hitparade.ch        |
| Spanien (Promusicae)                                                                         | Gold1    | —          | —        | 30.000   | elportaldemusica.es |
| Insgesamt                                                                                    | 8× Gold8 | 8× Platin8 | Diamant1 |          |                     |